# Wydawnictwo Kobiece
Wydawnictwo Kobiece – polskie wydawnictwo z siedzibą w Białymstoku, założone w 2008 roku pod nazwą Wydawnictwo Illuminatio.

## Historia
Wydawnictwo powstało w 2008 i przez pierwsze lata działało pod nazwą Wydawnictwo Illuminatio, wydając książki o ezoteryce i magii oraz rozwoju duchowym. Później, pod nazwą Vivante publikowano poradniki. W 2015 przemianowano nazwę na Wydawnictwo Kobiece, którego specjalizacją stała się literatura obyczajowa, romanse, literatura młodzieżowa i poradniki. Od początku przedsiębiorstwem szefuje Agnieszka Stankiewicz-Kierus.

## Autorzy
Wśród twórców, których dzieła publikowano nakładem wydawnictwa, byli: Tomasz Kwiecień (przekłady), Lilja Sigurðardóttir, Dolores Redondo, Emilia Szelest, Melissa Darwood, Alicja Sinicka, Katarzyna Berenika Miszczuk, Agnieszka Lingas-Łoniewska, Aleksander Rogoziński, Robert Ziębiński, Tadeusz Oszubski, Joanna Jagiełło, Dagmara Leszkowicz-Zaluska.

## Wyróżnienia
- Bestsellery Empiku 2019 w kategorii „Literatura piękna”, za: Kołysanka z Auschwitz – Mario Escobar (tłum. Patrycja Zarawska)[2]
- Książki Roku 2021 serwisu Lubimyczytać.pl w kategorii „Literatura młodzieżowa”, za: Almond – Sohn Won-Pyung (Mova)[2]
- Wydawca Roku 2021 – nagroda redakcji Magazynu Literackiego „Książki”[4][2]
- Książka Roku 2024 – nagroda główna serwisu Granice.pl za książkę Tube. Opowieść o pewnym życiu – Won-Pyung Sohn[2]